# Jesús Aranguren
Jesús 'Txutxi' Aranguren Merino (Portugalete, 26 de dezembro de 1944 - 21 de março de 2011) foi um treinador de futebol e futebolista espanhol que atuava como zagueiro. Como jogador, atuou somente no Athletic de Bilbao, com o qual ele disputou quase 400 partidas oficiais.